# Alheden
Alheden kallas den östligaste delen av Karup Hedeslette i Midtjylland. Alheden omfattar den södra delen av Fjends Herred och den nordligaste delen av Lysgård Herred. Ibland kan också en del angränsande områden räknas hit. De största tätorterna på heden är Karup och Frederiks.
Heden var i äldre tid så öde att den låg utanför sockenindelningen och fungerade som allmänning: ett gemensamt ouppodlat område där fåren gick och betade. Jordmånen erbjöd ytterst små möjligheter till odling, men trots detta har, sedan 1700-talets slut, stora delar av heden förvandlats till åker och äng eller planterats med skog. De första odlingsförsöken gjordes 1759 då regeringen lät inkalla tusen nybyggare från Pfalz för att odla upp hedmarken, men redan 1768 hade tre fjärdedelar av nybyggarna givit upp försöket och återvänt hem. Ättlingarna till de kvarvarande, främst bosatta i Havredal och Grønhøj (Frederikshede och Frederikshøj), lyckades dock, tack vare stort statligt bistånd, till sist bli självförsörjande sedan de slagit sig på potatisodling. De kom därför att kallas kartoffeltyskere.
Också försöken att plantera skog på heden misslyckades delvis till en början, främst på grund av okunnighet om vilka trädsorter som var bäst lämpade. Några skogsplanteringar från denna tid har dock överlevt: Stendals Plantage (anlagd 1790), Ulvedals Plantage (anlagd 1796) och Havredals Plantage (anlagd 1828). 
På 1500-talet (och kanske några år i början på 1600-talet) var Alheden ett tillhåll för den sägenomsusade stråtrövaren Jens Langkniv och hans rövarband. Alheden är också skådeplatsen för Steen Steensen Blichers jylländska noveller, vari Jens Langkniv omtalas.